# انگشت روی

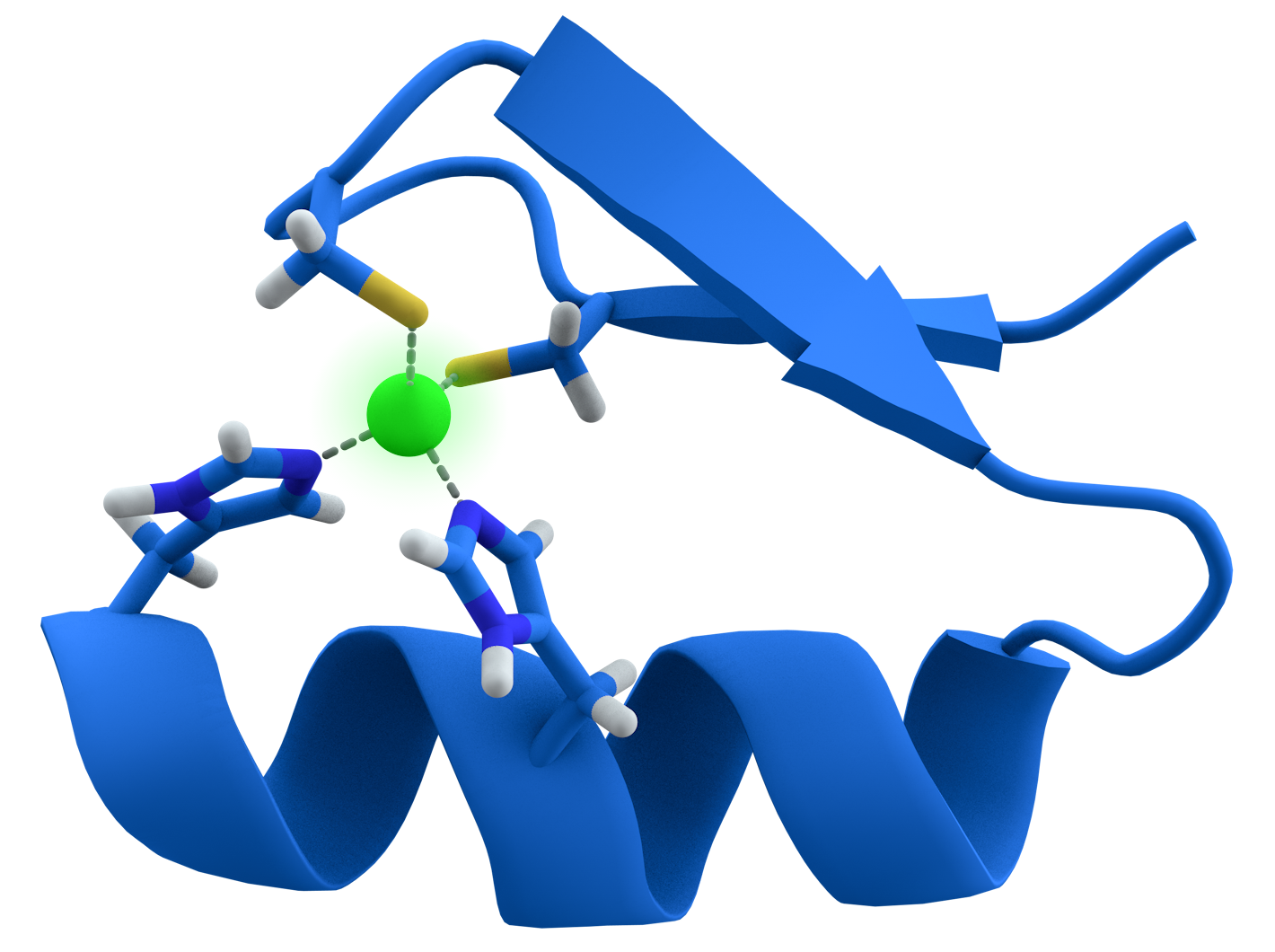
تصویری نمادین از موتیف انگشت روی Cys2His2 که حاوی یک مارپیچ آلفا و یک صفحهٔ بتا غیر موازی است. یون روی توسط دو ریشهٔ سیستئین و دو ریشهٔ هیستیدین همتراز و موزون می‌شوند.

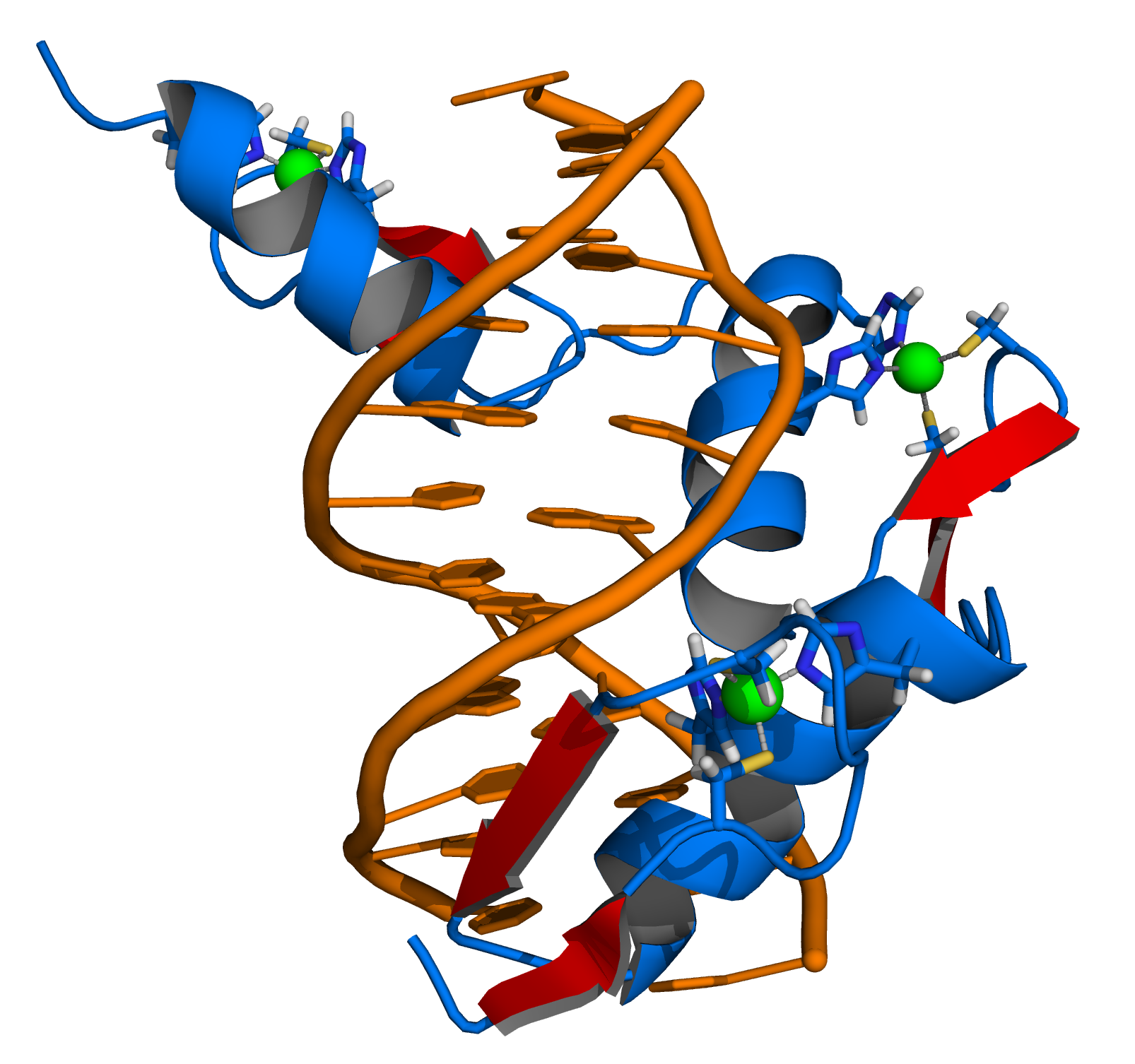
تصویری نمادین از پروتئین Zif268 (آبی‌رنگ) که حاوی سه انگشت روی در ترکیب با دی‌ان‌ای (نارنجی) است. یون‌های روی (سبز) و اسیدهای آمینه تثبیت‌کننده با فلش مشخص شده‌اند.

انگشت روی یا انگشتهٔ روی (انگلیسی: Zinc finger)  یک موتیف ساختاری کوچک پروتئین است که حاوی یک کمپلکس شیمیاییِ دارایِ یک یا چند روی است و در پایداری تاشدگی پروتئین‌ها نقش دارد. وجه تسمیهٔ این موتیف پروتئینی، شباهت آن به «انگشت» در فاکتور رونویسی ۳-آ در قورباغه پنجه‌دار آفریقایی بود؛ اما امروزه دربرگیرندهٔ انواع گوناگونی از ساختارهای پروتئینی است. در واقع نخستین بار در سال ۱۹۸۳ میلادی بود که مشاهده گردید فاکتور رونویسی ۳-آ در قورباغه پنجه‌دار آفریقایی حاوی فلز روی است و این نخستین باری بود که پژوهش‌گران فهمیدند برای عملکرد تنظیمی یک پروتئین بر روی ژن، به این فلز نیاز هست. انگشت روی در پروتئین‌هایی که دارای چندین دومِـین هستند به صورت «دومین متصل‌شونده به فلز» نمود می‌یابد.
پروتئین‌هایی را که دارای انگشت روی هستند، به چندین خانواده ساختاری مختلف تقسیم‌بندی می‌شوند. گرچه این خانواده‌ها با استفاده از ساختار سه‌بعدی خاص‌شان متمایز می‌گردند، اما می‌توان آنها را از روی ساختار اولیهٔ پروتئین یا مشخصات لیگاندهای حاوی «یون روی» هم شناخت. این پروتئین‌ها بیشتر در نقش یک مولکول واکنش‌دهنده با دی‌ان‌ای، آران‌ای یا پروتئین ظاهر می‌شوند.
از زمان کشف «انگشت روی» تا کنون، مشخص شده که این ساختار در همه جا موجود است و ۳٪ ژن‌های ژنوم انسان حاوی آن است. علاوه بر این، انگشت‌های روی در پژوهش‌ها و مقاصد درمانی گوناگونی مورد استفاده واقع شده‌اند. مهندسی و ساخت «انگشت روی» به‌منظور اتصال به توالی ژنی خاص، از حوزه‌های جذاب و فعال پژوهش است و امروزه «آنزیم نوکلئاز انگشت روی» و «فاکتور رونویسی انگشت روی» دو نمونه از این مولکول‌های ساخته شده هستند.